# Litoria obtusirostris
Litoria obtusirostris är en groddjursart som beskrevs av Meyer 1875. Litoria obtusirostris ingår i släktet Litoria och familjen lövgrodor. IUCN kategoriserar arten globalt som otillräckligt studerad. Inga underarter finns listade i Catalogue of Life.